# 咖啡山姑娘堂國民中學
咖啡山姑娘堂學校，缩写为CBN，是一所女子中学，位于吉隆坡市中心的咖啡山山顶，邻近聖約翰國中和圣若望主教座堂。
该校于1899年建校，是该市最古老的学校之一，目前被馬來西亞教育部評鑑為“卓越學校”（Cluster School），在学术、课外活动和领导力培养方面均表现出色。学校的建筑反映了英国殖民时期的建筑风格，校舍为英国哥特式建筑。

## 概況
自2008年5月起，马来西亚文物局曾根据2005年国家文物法令（645号法令），展开将学校列入宪报的工作，尝试在宪报上颁布吉隆坡咖啡山修道院学校为国家文物遗址。学校的信托人于2010年7月12日向文物委员会提交反对通知书，当局随后在2011年4月8日召开一场听证会，以让信托人解释反对的理由。在2011年7月21日，文物委员会在经过研究和斟酌后，议决不再继续援引645号法令将该校列为文物遗址 。首相办公厅于2021年4月22日以文告的方式宣布咖啡山女中校地的租约获延长60年。